# Вітторіно Маркес Бустільйос
Вітторіно Маркес Бустільйос (2 листопада 1858 — 10 січня 1941) — венесуельський юрист та політик, президент країни з 1914 до 1922 року.